# Japan Open Tennis Championships 2000 - Qualificazioni doppio maschile
Le qualificazioni del doppio maschile del Japan Open Tennis Championships 2000 sono state un torneo di tennis preliminare per accedere alla fase finale della manifestazione. I vincitori dell'ultimo turno sono entrati di diritto nel tabellone principale. In caso di ritiro di uno o più giocatori aventi diritto a questi sono subentrati i lucky loser, ossia i giocatori che hanno perso nell'ultimo turno ma che avevano una classifica più alta rispetto agli altri partecipanti che avevano comunque perso nel turno finale.
Le qualificazioni del doppio del torneo Japan Open Tennis Championships 2000 prevedevano 8 coppie partecipanti di cui 2 sono entrate nel tabellone principale.

## Teste di serie
1. Giorgio Galimberti /  Andrew Ilie (ultimo turno)
2. Christophe Rochus /  Olivier Rochus (ultimo turno)

1. Paul Baccanello /  Michail Južnyj (primo turno)
2. Nicolás Massú /  André Sá (Qualificati)

## Qualificati
1. Hicham Arazi  /   George Bastl

1. Nicolás Massú  /   André Sá

## Tabellone

### Legenda
| - Q = Qualificato - WC = Wild card - LL = Lucky loser | - ALT = Alternate - SE = Special Exempt - PR = Protected Ranking | - w/o = Walkover - r = Ritirato - d = Squalificato |

### Sezione 1
|  | Primo turno | Primo turno                    | Primo turno                    | Primo turno | Primo turno |  |  | Ultimo turno | Ultimo turno                   | Ultimo turno                   | Ultimo turno | Ultimo turno |  |
|  |             |                                |                                |             |             |  |  |              |                                |                                |              |              |  |
|  | 1           | Giorgio Galimberti Andrew Ilie | Giorgio Galimberti Andrew Ilie | 6           | 7           |  |  |              |                                |                                |              |              |  |
|  |             | Joji Miyao Ryota Taguchi       | Joji Miyao Ryota Taguchi       | 2           | 62          |  |  | 1            | Giorgio Galimberti Andrew Ilie | Giorgio Galimberti Andrew Ilie | 3            | 3            |  |
|  |             | Hicham Arazi George Bastl      | Hicham Arazi George Bastl      | 6           | 6           |  |  |              | Hicham Arazi George Bastl      | Hicham Arazi George Bastl      | 6            | 6            |  |
|  | 3           | Paul Baccanello Michail Južnyj | Paul Baccanello Michail Južnyj | 4           | 3           |  |  |              |                                |                                |              |              |  |

### Sezione 2
|  | Primo turno | Primo turno                      | Primo turno                   | Primo turno | Primo turno |  |  | Ultimo turno | Ultimo turno                     | Ultimo turno                     | Ultimo turno | Ultimo turno |  |
|  |             |                                  |                               |             |             |  |  |              |                                  |                                  |              |              |  |
|  | 2           | Christophe Rochus Olivier Rochus | 6                             | 63          | 6           |  |  |              |                                  |                                  |              |              |  |
|  |             | Phillip King Hiroki Kondo        | 2                             | 7           | 4           |  |  | 2            | Christophe Rochus Olivier Rochus | Christophe Rochus Olivier Rochus | 4            | 1            |  |
|  | 4           | Nicolás Massú André Sá           | Nicolás Massú André Sá        | 6           | 7           |  |  | 4            | Nicolás Massú André Sá           | Nicolás Massú André Sá           | 6            | 6            |  |
|  |             | Mitsuhiro Goto Yasuo Miyazaki    | Mitsuhiro Goto Yasuo Miyazaki | 3           | 5           |  |  |              |                                  |                                  |              |              |  |